# Karl von Graefe
Karl Ferdinand von Graefe (født 8. marts 1787 i Warszawa, død 4. juli 1840 i Hannover) var en tysk kirurg. Han var far til Albrecht von Graefe og farbror til Alfred Graefe.